# Canis lupus cubanensis
Canis lupus cubanensis é uma subespécie de lobo, em perigo crítico de extinção. Anteriormente tinha a sua área de distribuição na regiões entre o Mar Negro e o Mar Cáspio. Hoje em dia é um animal extremamente raro, existindo apenas numa área remota do extremo sudeste da Rússia que confina com o Mar Cáspio.